# Remission
Albums de Mastodon
Lifesblood
(2001) Leviathan
(2004)
Remission est le premier album du groupe de sludge metal américain Mastodon. Il est sorti le 28 mai 2002 sur le label Relapse Records et est ressorti le 21 octobre 2003.

## Production
La plupart des chansons ont été écrites longtemps avant l'enregistrement. « Workhorse » a été jouée en concert dès juillet 2001, à Memphis ; « Trampled Under Hoof », « Trilobite », « Where Strides the Behemoth », « Crusher Destroyer » et « Mother Puncher » ont été jouées en direct pendant une émission de radio le 7 août de la même année, tandis que « Trainwreck » avait été écrite alors que le chanteur Eric Saner était encore dans le groupe (il l'a quitté en 2000 pour des raisons personnelles).
Au début de la première chanson (« Crusher Destroyer »), on peut entendre le grognement du Tyrannosaurus rex du film Jurassic Park.

## Concept et artwork
Chaque album de Mastodon s'inspire de l'un des quatre éléments. Celui-ci, d'après Troy Sanders, est basé sur le thème du feu. Cependant, Remission est le seul album du groupe à ne pas être considéré comme un album concept.
Dans une interview pour le magazine en ligne Lollipop en 2004, Brann Dailor explique que Remission l'a aidé à faire le deuil de sa sœur :

« Ma sœur s'est suicidée lorsque j'avais quinze ans (elle en avait quatorze)... Je n'ai jamais réussi à mettre cela quelque part. Toute la douleur que je transportais, le fait de la perdre, c'était toujours là. Avec Today Is The Day [mon ancien groupe], je mettais toute ma colère dans mon jeu, mais ensuite, je n'ai plus voulu être en colère de nouveau. Lorsque j'ai commencé à jouer avec Mastodon et que j'ai déménagé à Atlanta, ç'a été une grande guérison personnelle. Mastodon a beaucoup à voir avec ça. C'est l'une des raisons pour lesquelles cet album s'appelle Remission, cela signifie pardon et guérison. Mastodon m'a aidé à oublier beaucoup des choses qui me sont arrivées dans la vie. »

## Repressage
Remission est ressorti le 21 octobre 2003, en même temps qu'un vidéo-clip pour « March of the Fire Ants ». Le clip a bénéficié d'une audience significative sur les émissions Uranium et Headbangers Ball, et comprenait des éléments relativement sombres, tels qu'un cadavre déterré et placé sur un trône.
Une édition deluxe de l'album, sortie en digipack, contenait un DVD bonus avec un concert de neuf chansons filmées en live à Atlanta, le 1er décembre 2001, ainsi que d'autres titres encore inédits, dont une reprise de Thin Lizzy (chanson « Emerald ») qui apparaît comme titre bonus du CD.

## Réception
L'album a été reçu de manière très positive par la critique. Brian O'Neill, pour AllMusic, parle d'une « extase technique » avec « une complexité croissante qui s'approche du rock progressif ». Il a également comparé le style jazzy de la batterie et les accords de guitare à ceux des Allmans.
Bryan Haywood, de Pitchfork, s'est félicité du mixage de l'album et du jeu de batterie de Brann Dailor. « Ils [les membres du groupe] rendent leur arrangements juste assez mathématiques pour les garder savoureux, mais pas assez pour faire oublier les riffs de guitare vintage avec un style complexe à la Dream Theater. Et ils contrebalancent cela avec un style à la Black Sabbath, sympathique, vieille école et résolument metal. » Il ajoute ensuite : « L'album semble se trouver hors du temps, mais d'une façon incroyable que vous n'avez jamais entendue avant ».

## Usage des titres
« Crusher Destroyer » figure sur le jeu vidéo Tony Hawk's Underground sorti en 2003. Un an plus tôt, « March of the Fire Ants » figurait sur un split avec le groupe High on Fire, Hung, Drawn and Quartered. Lorsque Remission a été repressé, le même titre figurait sur les compilations Contaminated 5.0, MTV2 Headbangers Ball et Take Action! Vol. 4, tandis que « Where Strides the Behemoth » figurait sur Contaminated 6.0 et From the Shadows - Metal for the Modern Era.

## Liste des titres
Toutes les chansons sont écrites et composées par Mastodon.
| No  | Titre                      | Durée |
| --- | -------------------------- | ----- |
| 1.  | Crusher Destroyer          | 2:00  |
| 2.  | March of the Fire Ants     | 4:25  |
| 3.  | Where Strides the Behemoth | 2:55  |
| 4.  | Workhorse                  | 3:45  |
| 5.  | Ol'e Nessie                | 6:05  |
| 6.  | Burning Man                | 2:47  |
| 7.  | Trainwreck                 | 7:03  |
| 8.  | Trampled Under Hoof        | 3:00  |
| 9.  | Trilobite                  | 6:29  |
| 10. | Mother Puncher             | 3:49  |
| 11. | Elephant Man               | 8:06  |

| 1. | Olé Nessie (Live)                 |  |
| 2. | March of the Fire Ants (Live)     |  |
| 3. | Hail to Fire (Live)               |  |
| 4. | Where Strides the Behemoth (Live) |  |
| 5. | Battle at Sea (Live)              |  |
| 6. | Puncher (Live)                    |  |
| 7. | Burning Man (Live)                |  |
| 8. | Workhorse (Live)                  |  |
| 9. | Crusher Destroyer (Live)          |  |

### Line-up
- Troy Sanders – chant, basse
- Brent Hinds – guitare, chœurs
- Bill Kelliher – guitare
- Brann Dailor – batterie